# Румои (река)
Румои или Румои-Гава (яп. 留萌川 румоигава) — река в Японии на острове Хоккайдо. Протекает по территории округа Румои.
Река целиком протекает по территории города Румои. Исток Румои находится под горой Понсири-Яма (высотой 731 м), на южной оконечности хребта Тесио. Она течёт на северо-запад и впадает в Японское море. Основными притоками являются Тарумаппу и Тибабери.
Длина реки составляет 44 км, на территории её бассейна (270 км²) проживает около 18.400 человек. Согласно японской классификации, Румои является рекой первого класса.
В XX веке крупнейшие наводнения происходили в 1955 и 1988 годах. Во время наводнения 1955 года было затоплено 986 домов и смыто 5 мостов, в 1988 году было затоплено 3376 домов, смыто 13 мостов и произошло 62 оползня.